# Krimbron
Krimbron (ryska: Крымский мост, Krymskij most), eller Kertjbron, är en väg- och järnvägsbro, som förenar Kertj på Krim med Krasnodar kraj i Ryssland och är Europas längsta bro. Projektet intensifierades i samband med den ryska annekteringen av Krim 2014 då en permanent och pålitlig förbindelse över Kertjsundet blev högst aktuell för Ryssland. Bron är 18,1 kilometer lång. Bygget av bron startade i maj 2015 och den invigdes för biltrafik den 15 maj 2018. Den kom i fullt bruk då järnvägsdelen blev klar i december 2019. Bron är utrustad med en 35 meter hög valvbåge för fartygstrafik genom Kertjsundet. Bron utgör en del av europaväg E97.
Den 8 oktober 2022 inträffade en massiv explosion, som totalförstörde ena vägbanan och åtminstone på kort sikt ledde till begränsad framkomlighet över bron. I februari 2023 meddelades från Ryssland att vägbron var återställd till full kapacitet, medan fortsatta insatser pågick med reparation av järnvägsbron.
Tidigt den 17 juli 2023 gjordes åtminstone en vägbana ofarbar av två explosioner. Dessa ska ha orsakats av ytgående drönare, enligt en ukrainsk källa till AFP.  Skadorna var tillräckligt allvarliga för att reparationerna skulle kunna behöva pågå ända till november samma år, enligt Rysslands dåvarande biträdande premiärminister.

## Historik
Till en början var det Storbritannien som hade planer på att dra en järnväg från Indien till Europa via Krim, men planerna skrinlades. Under andra världskriget började tyskarna bygga en bro över Kertjsundet för att sköta militära transporter, men bygget övergavs då den tyska armén måste retirera. Röda armén fullföljde bygget senare, men bron höll bara i några månader och förstördes av drivande ismassor.
Färjeförbindelse över sundet etablerades 1952, vilket förband Krim med Krasnodar kraj. Ursprungligen fanns fyra tågfärjor; senare tillkom tre bilfärjor. Tågtransporten pågick under nästan 40 år fram till det sena 1980-talet då de ålderstigna tågfärjorna togs ur bruk. På hösten 2004 togs nya fartyg i bruk och tågtransporterna återupptogs. Med tiden ökade trafiken och färjornas kapacitet blev otillräcklig, med långa köer som följd. Situationen försvårades ytterligare genom att hårt väder kunde leda till inställda turer.
Under sin tid som Moskvas borgmästare (1992–2010) propagerade Jurij Luzjkov för att en bro skulle byggas över sundet, men dessa planer lades på is då konflikten mellan Ryssland och Ukraina om ön Tuzla blossade upp efter att Ryssland i slutet av september 2003 började att bygga en 3,8 km lång sandvall, som sedan då har varit orsak till en tvist mellan Ryssland och Ukraina. Den långa vallen genom Kertjsundet blev byggd helt på ryskt territorium, men den slutade bara några hundra meter från Tuzla som folkrättsligt är erkänd som ukrainskt territorium. Planen på en fast förbindelse lades på is efter uppmaningar från både Rysslands president Vladimir Putin och premiärminister Michail Kasianov. Bygget stoppades därför 2003 på obestämd tid av de lokala myndigheterna som ansvarar för sandvallen på grund av den rysk/ukrainska konflikten om Tuzla; därutöver ansågs det då att områdets geologiska egenskaper skulle göra ett sådant bygge för dyrt.
Ryssland annekterade Krim under 2014 (se Krimkrisen), varvid de enda förbindelserna (förutom flyg) mellan Krim och Ryssland var färjeförbindelsen eller landvägen via ukrainskt territorium, där passage landledes inte medges av Ukraina på grund av den pågående konflikten. Rysslands regering gav därför i januari 2015 bolaget Strojgazmontazj i uppdrag att bygga en bro över Kertjsundet mellan Krimhalvön och Ryssland. Färjetrafiken upphörde i september 2020, efter att också järnvägstrafik inletts över bron.
Den 8 oktober 2022 inträffade en massiv explosion, som totalförstörde ena vägbanan och åtminstone på kort sikt ledde till begränsad framkomlighet över bron. I februari 2023 meddelades från Ryssland att vägbron var återställd till full kapacitet, medan fortsatta insatser pågick med reparation av järnvägsbron.

## Bron
Vägbron stod klar i maj 2018. Strojgazmontazj ägs till 51 procent av Arkadij Rotenberg, som var en av de första personer i Ryssland som väst riktade sanktioner mot. Bygget påbörjades i december 2015 på land och i januari 2016 gavs slutgiltigt bygglov till alternativet via ön Tuzla.
Bron är egentligen tre broar, en mellan Krim och ön Tuzla (5,5 km), en annan mellan Tuzla och det ryska fastlandet (7 km), och en tredje brosträckan över ön på 6,5 km. Den blev klar för personbilstrafik i maj 2018, medan lastbilarna fick vänta till oktober 2018 och järnvägstrafik till den 23 december 2019. Brons bildel är en motorväg och har en kapacitet på 40 000 bilar per dygn. Bygget av bron kostade 227 miljarder rubel, omkring 3,5 miljarder €. I slutet av 2017 beslutades Krimbron (Крымский мост) som brons namn efter en omröstning på internet. Järnvägslinjen har en kapacitet på omkring 14 miljoner passagerare och nära 14 miljoner ton gods per år.
Ukraina anser att bron är olaglig och att den strider mot internationell lag. EU och USA har placerat alla de cirka 200 företag som har varit involverade i projektet på sanktionslistan. Ukraina har uppgett att byggprocessen orsakat miljöskador, kritiserat höjden (35 meter) som man anser för låg och att tillgången till hamnar i Azovska sjön blir lidande, däribland hamnarna i städerna Mariupol och Berdjansk.
Krimbron är Europas och Rysslands längsta bro, med sina 18,1 kilometer är järnvägsbron 0,8 kilometer längre än den tidigare rekordhållaren, Vasco da Gama-bron i Lissabon.

## Bilder

Brons rutt över Kertjsundet som delvis går över ön Tuzla.
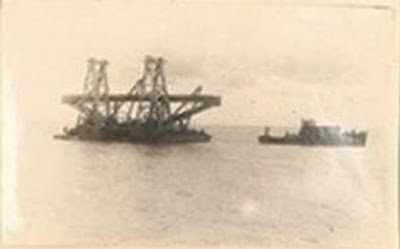
Bropelare från bron 1944.
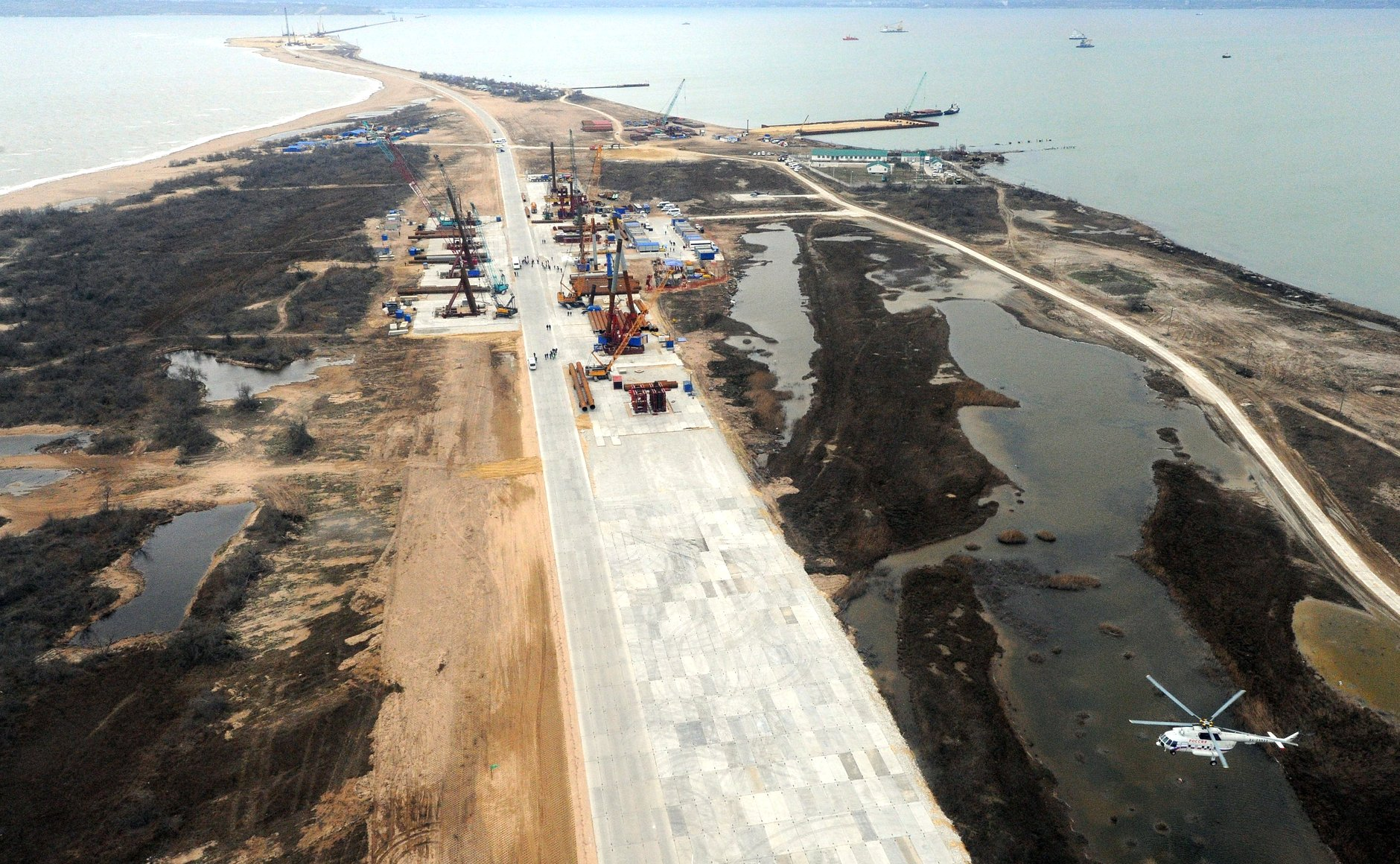
Byggplatsen på Tuzlaön 18 mars 2016.
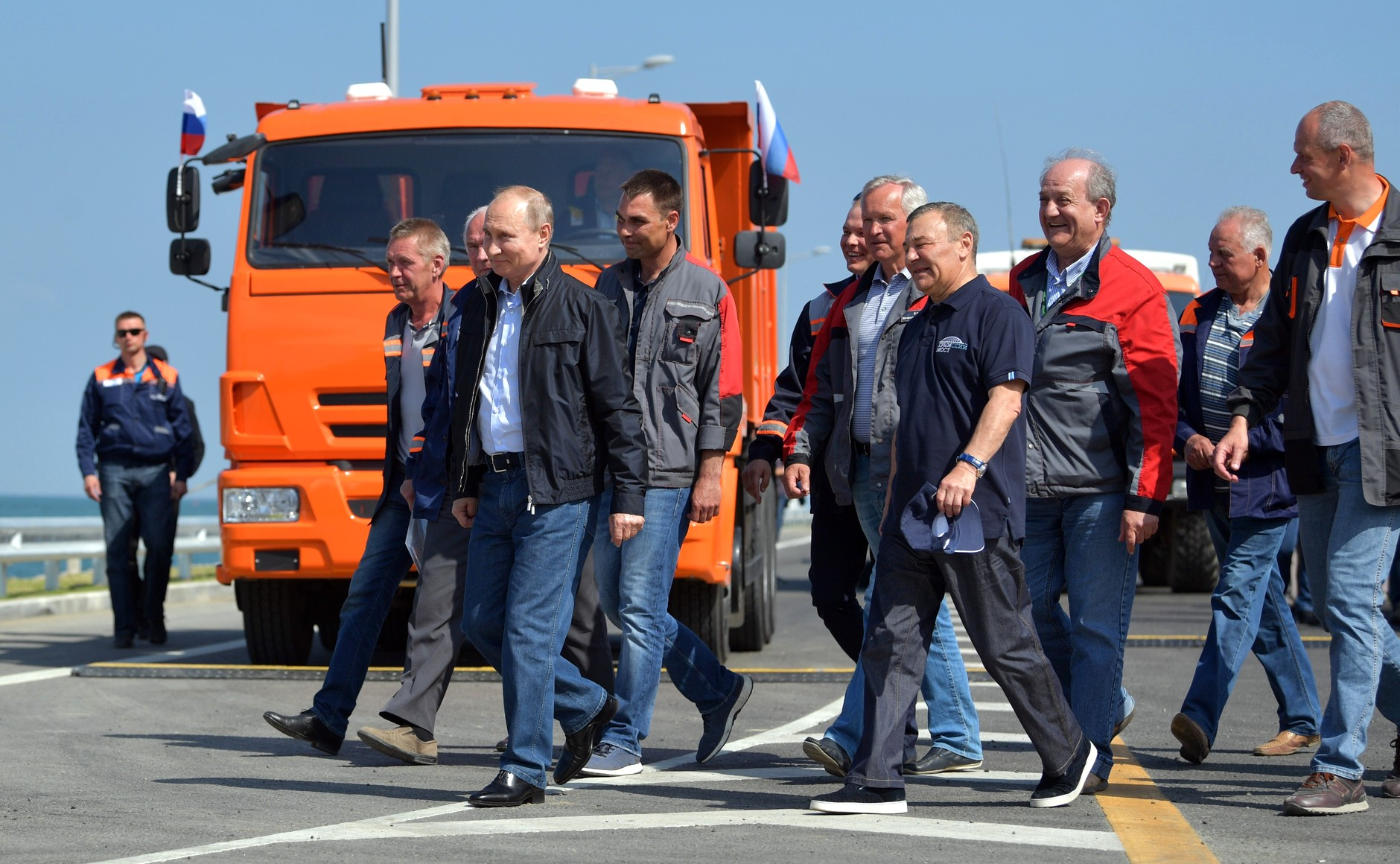
Öppningen av motorvägsbron 15 maj 2018.
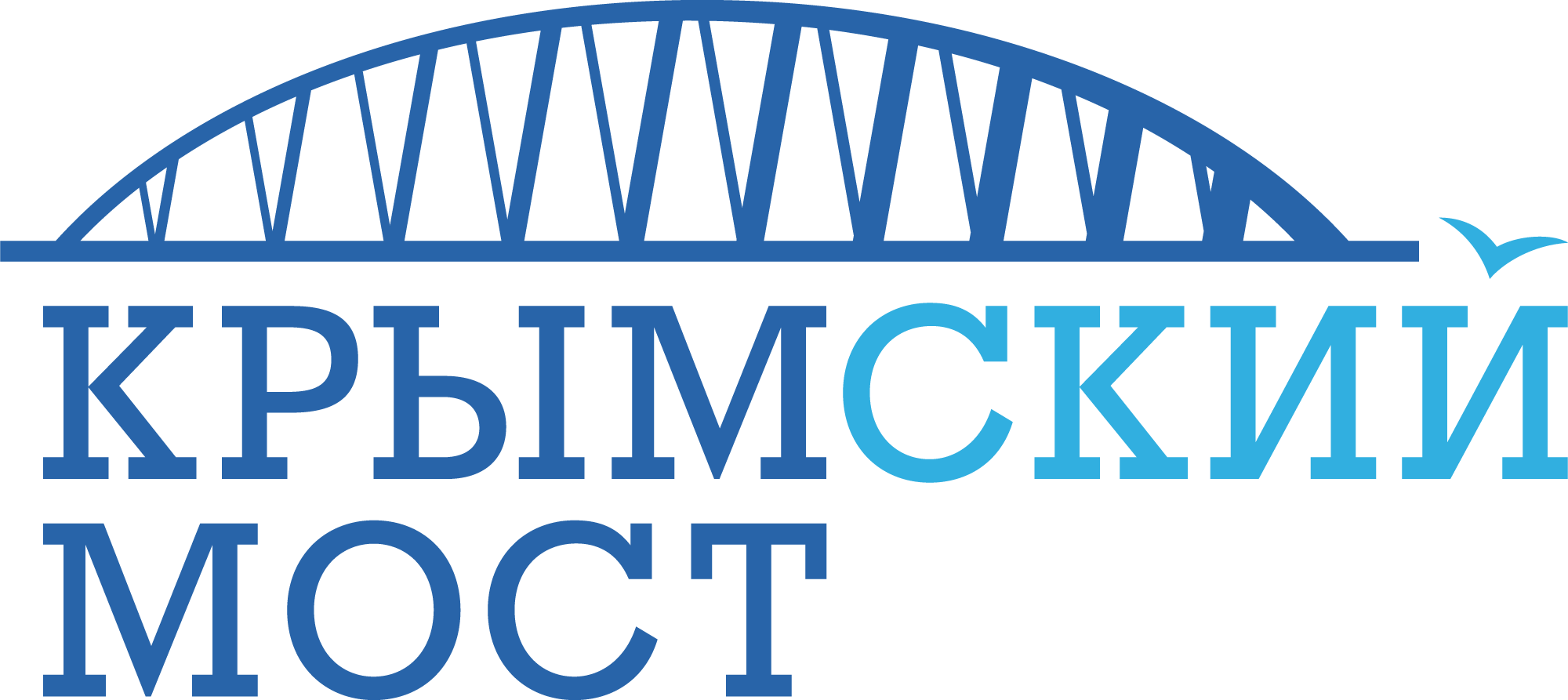
Krimbrons logo.